# Йоганн Баптист Шад
Шад Йога́нн Бапти́ст (Іван Єгорович) (нім. Schad Johann Baptist; 30 листопада 1758, с. Мюрсбах, поблизу Бамберга, Німеччина — 13 січня 1834, м. Єна, Німеччина) — німецький філософ, доцент університету в Єні. Був запрошений Северином Потоцьким, на посаду першого професора філософії до новозаснованого Харківського університету, в якому викладав у 1804 — 16 pp. також логіку, психологію й естетику.

## Біографія
Навчався в єзуїтській семінарії в Бамберзі, був священиком у бенедектинському монастирі в Банце. У 1798 залишив монастир. Отримав ступінь доктора філософії у Єнському ун-ті, захистив дисертацію «Про зв'язок філософської теорії з практикою», у 1799—1804 читав філософію, видав ряд філософських праць (1802 — професор). У 1804 обіймав посаду професора теоретичної і практичної філософії у Харківському університеті (за рекомендацією І. В. Гете і Ф. Шиллера). Викладав психологію, логіку, метафізику, історію філософії, теорію естетики, природне право, нім. і латинську словесність на іст.-філол. і юрид. факультетах. Обирався деканом відділення словесних наук (1805–06, 1808, 1809, 1814), деканом етико-політичного відділення (1805–06, 1808, 1810, 1812, 1814), був членом правління, у 1804–11 — секретарем Ради ун-ту, з 1812 — членом Т-ва наук у Харкові. У 1816 за звинуваченням у вільнодумстві був звільнений зі служби і висланий з Росії. У Німеччині обіймав посади приват-доцента Берлінс. ун-ту, екстраординарного професора в Єні.
Як філософ еволюціонував від учення І. Фіхте до теорії Ф. Шеллінга. Поділяв деякі постулати І. Канта, хоча і виступав з його критикою. Синтезуючи різні філософські системи, був оригінальним і самостійним мислителем: безперервний розвиток природи виводив з безперервної дії протилежних сил, а загальний закон дії протилежностей у Всесвіті переносив на суспільство. Серед учнів Ш. — Густав Гесс-де-Кальве, Андрій Дудрович, П. Бразоль, І. Любочинський та ін.
Його син Герман Фрідріх Густав Шад навчався в Харків. ун-ті, з 1825 був ординарним професором філософії в Єнському ун-ті.
Своїми поглядами близький до німецьких ідеалістів, зокрема Фрідріха Шеллінґа.До приїзду в Харків, жив у Баварії де вів аскетичний спосіб життя. У Харкові написав і видав латинською мовою «De fine hominis supremo» (1807), логіку (1812) і курс природного права (1814). Був звільнений з університету за вільнодумство і висланий з Росії.